# Hrádek (Krajková)

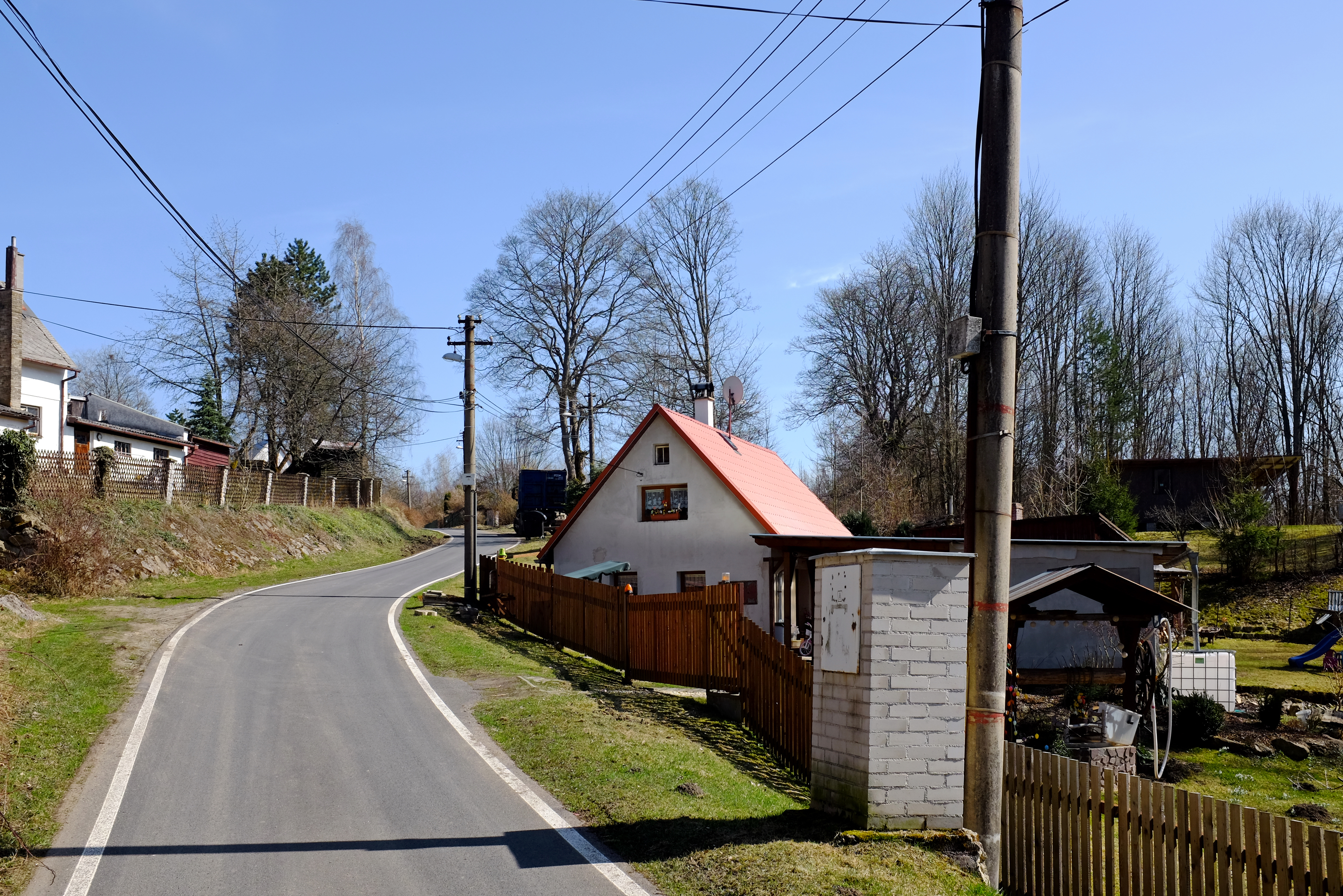
Dorfstraße

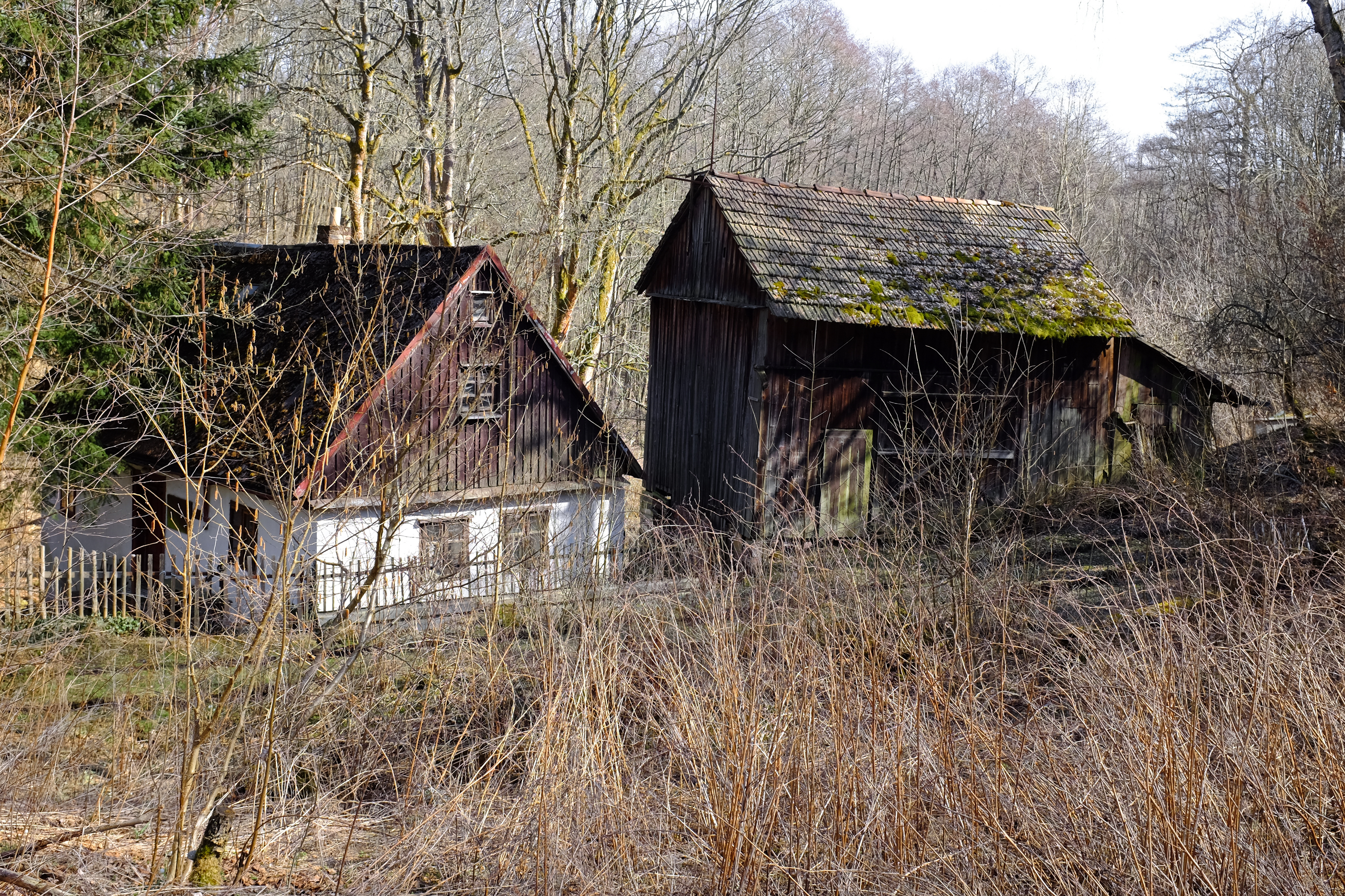
Haus am Bach

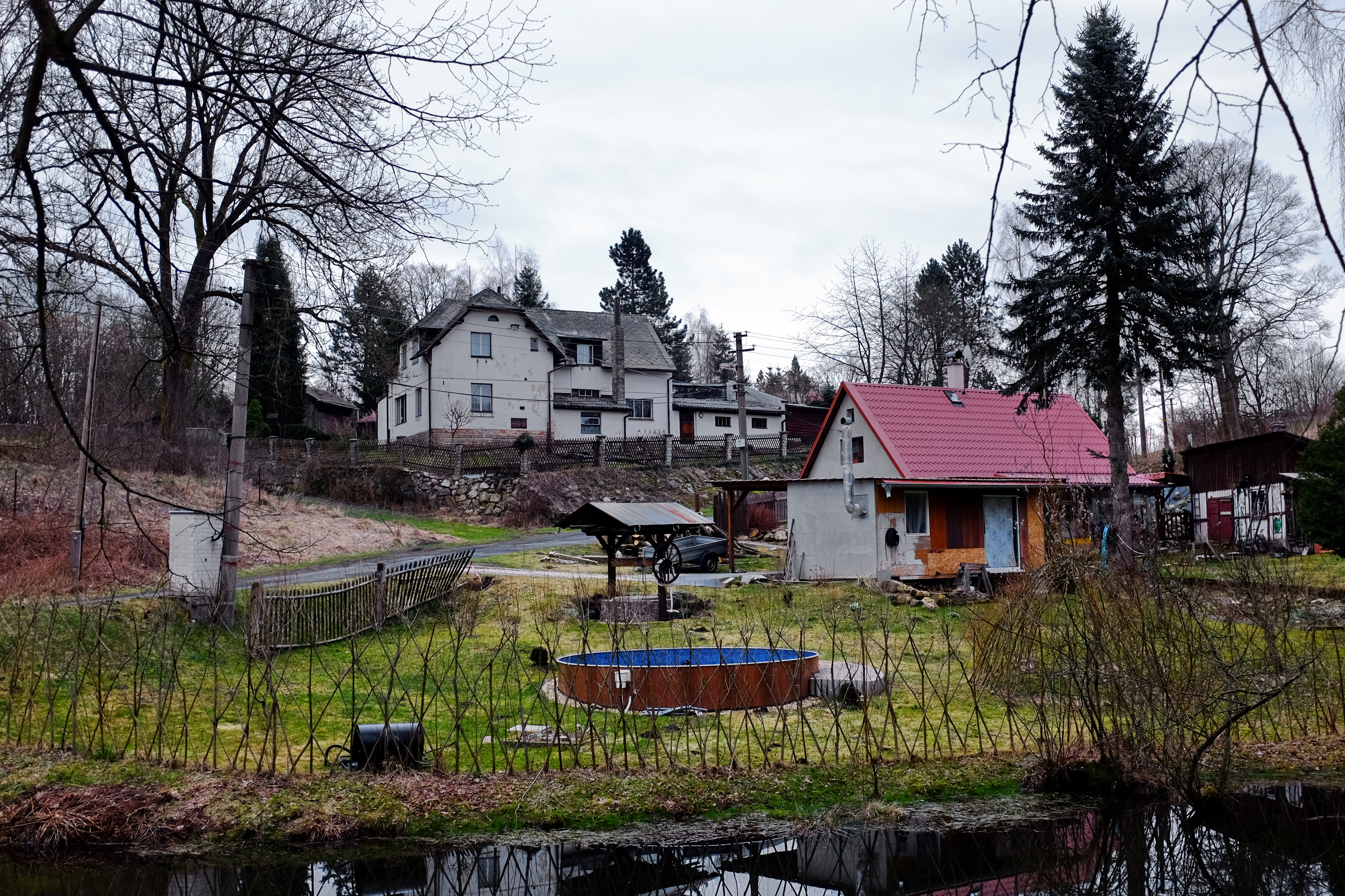
Häuser am Dorfteich

Hrádek (deutsch Pürgles) ist ein Ortsteil der Gemeinde Krajková in Tschechien. Er liegt acht Kilometer westlich von Sokolov und gehört zum Okres Sokolov.

## Geographie
Hrádek befindet sich am Bach Habartovský potok (Pürgleser Bach) in der Krajkovská pahorkatina. Südwestlich erhebt sich der Na Vršku (602 m. n.m.), im Westen der Bílý vrch (Bielberg, 613 m. n.m.) und nordwestlich der K Rozhledně (623 m. n.m.).
Nachbarorte sind Krajková und Dolina im Norden, Anenská Ves, Josefov und Radvanov im Nordosten, Kluč und Habartov im Südosten, Úžlabí und Na Rovince im Süden, Horní Částkov und Horka im Südwesten, Kopanina und Markvarec im Westen sowie Květná im Nordwesten.

## Geschichte
Die erste urkundliche Erwähnung von Purglein erfolgte am 12. März 1300, als Tuto und Heinrich von Schönbrunn aus dem Hause Hertenberg ihren dortigen Hof dem Abt Theoderich des Klosters Waldsassen überließen. Besitzer dieses Hofes war zu dieser Zeit ein gewisser Werner. Der Ortsname leitet sich von einer im westlichen Teil des Dorfes gestandenen Feste mit Ringwall her, wo der heute nichts mehr erhalten ist. Eine weitere Erwähnung von Bürgleins erfolgte im Hartenberger Lehensrevers vom 2. Januar 1350, als die Söhne des die Söhne des Albert I. von Hertenberg – Taut II. von Schönbrunn, Habard und Albrecht von Hertenberg – die Herrschaft Hartenberg von König Karl IV. als Lehn erhielten. Nachfolgende Besitzer der Herrschaft waren u. a. ab 1409 die Ritter Malerzík, ab 1467 die Grafen Schlik, ab 1553 Heinrich IV. von Plauen, ab 1597 die Herren von Pißnitz und seit Beginn des 19. Jahrhunderts die Grafen von Auersperg. Im Laufe der Zeit wurde der Ort auch als Pirgles und Burgles bezeichnet.
Im Jahre 1845 bestand das im Elbogener Kreis gelegene Dorf Pürgles aus 34 Häusern mit 290 deutschsprachigen Einwohnern. Im Dorf gab es eine Schule. Die Gebäude des Pürgleser Meierhofes waren eingegangen, seine Fluren wurden verpachtet. Der Ort war Sitz eines der vier herrschaftlichen Forstreviere; mit einer bewirtschafteten Fläche von 91 Joch 499 Quadratklafter war das Pürgleser Revier das kleinste davon. Pfarrort war Habersbirg. Bis zur Mitte des 19. Jahrhunderts blieb Pürgles der Herrschaft Hartenberg untertänig.
Nach der Aufhebung der Patrimonialherrschaften bildete Pürgles ab 1850 einen Ortsteil der Stadtgemeinde Gossengrün im Gerichtsbezirk Falkenau. 1851 eröffneten Marklesgrün und Pürgles eine gemeinschaftliche Schule; der Unterricht erfolgte bis 1866 in Marklesgrün. Ab 1868 gehörte das Dorf zum Bezirk Falkenau. Im Jahre 1869 bestand Pürgles aus 36 Häusern und hatte 288 Einwohner. In den 1870er Jahren löste sich Pürgles von Gossengrün los und bildete eine eigene Gemeinde, zu der der Ortsteil Annadorf und die Siedlung Neu Pürgles (Nový Hrádek) gehörten. Im Jahre 1900 hatte Pürgles 207 Einwohner, 1910 waren es 259. Nach dem Ersten Weltkrieg zerfiel der Vielvölkerstaat Österreich-Ungarn, das Dorf wurde 1918 Teil der neu gebildeten Tschechoslowakischen Republik. Beim Zensus von 1921 lebten in den 62 Häusern der Gemeinde Pürgles 374 Deutsche, davon 272 in Pürgles (43 Häuser) und 102 in Annadorf (19 Häuser). 1923 wurde Hrádek als tschechischer Ortsname eingeführt. 1930 hatte die Gemeinde Pürgles 376 Einwohner, davon 290 in Pürgles (49 Häuser) und 86 in Annadorf (20 Häuser). Haupterwerbsquellen bildeten der Feldbau und die Viehzucht, so die Bergarbeit. Nach dem Münchner Abkommen wurde Pürgles 1938 dem Deutschen Reich zugeschlagen und gehörte bis 1945 zum Landkreis Falkenau an der Eger. Im Jahre 1939 hatte die Gemeinde 364 Einwohner. Nach der Aussiedlung der deutschen Bewohner nach Ende des Zweiten Weltkrieges wurde das Dorf nur gering wiederbesiedelt. Im Jahre 1950 lebten in den 73 Häusern der Gemeinde nur noch 205 Personen – 100 in Hrádek (49 Häuser) und 105 in Anenská Ves (24 Häuser). Die Eingemeindung nach Krajková erfolgte 1953. In der Folgezeit erfolgte der Abbruch der unbewohnten Häuser. 1970 bestand Hrádek aus 11 Wohnhäusern und hatte 54 Einwohner. Zum 1. April 1980 wurde Markvarec, das bereits gänzlich unbewohnt war, als Ortsteil aufgehoben und dem Ortsteil Hrádek zugeschlagen. Beim Zensus von 2001 bestand Hrádek aus drei Wohnhäusern und hatte fünf Einwohner.

## Ortsgliederung
Der Ortsteil Hrádek gliedert sich in die Grundsiedlungseinheiten Hrádek (Pürgles) und Markvarec (Marklesgrün).
Der Ortsteil umfasst die Katastralbezirke Hrádek u Krajkové (402 ha; Dörfer Hrádek und Anenská Ves) und Markvarec u Krajkové (217 ha).